# Уракава (посёлок)
Урака́ва (яп. 浦河町 Уракава-тё:) — посёлок в Японии, находящийся в уезде Уракава округа Хидака губернаторства Хоккайдо. Площадь посёлка составляет 694,25 км², население — 13 354 человека (30 июня 2014), плотность населения — 19,24 чел./км².

## Географическое положение
Посёлок расположен на острове Хоккайдо в губернаторстве Хоккайдо. С ним граничат посёлки Синхидака, Самани, Тайки, Хироо.

## Население
Население посёлка составляет 13 354 человека (30 июня 2014), а плотность — 19,24 чел./км². Изменение численности населения с 1980 по 2005 годы:
| 1980 | 19 408 чел. |  |
| 1985 | 18 808 чел. |  |
| 1990 | 17 862 чел. |  |
| 1995 | 17 186 чел. |  |
| 2000 | 16 634 чел. |  |
| 2005 | 15 698 чел. |  |

## Символика
Деревом посёлка считается Pinus parviflora, цветком — рододендрон.